# Gaspard-Gustave Coriolis
Gaspard-Gustave Coriolis (født 21. maj 1792, død 19. september 1843) var fransk videnskabsmand, der som den første beskrev Corioliskraften i 1835.
Han voksede op i Nancy, hvor hans far, Jean-Baptiste-Elzéar Coriolis var fabrikant. Gaspard-Gustave Coriolis tog til Paris for at studere og blev senere professor i mekanik.